# Emanuel de Witte

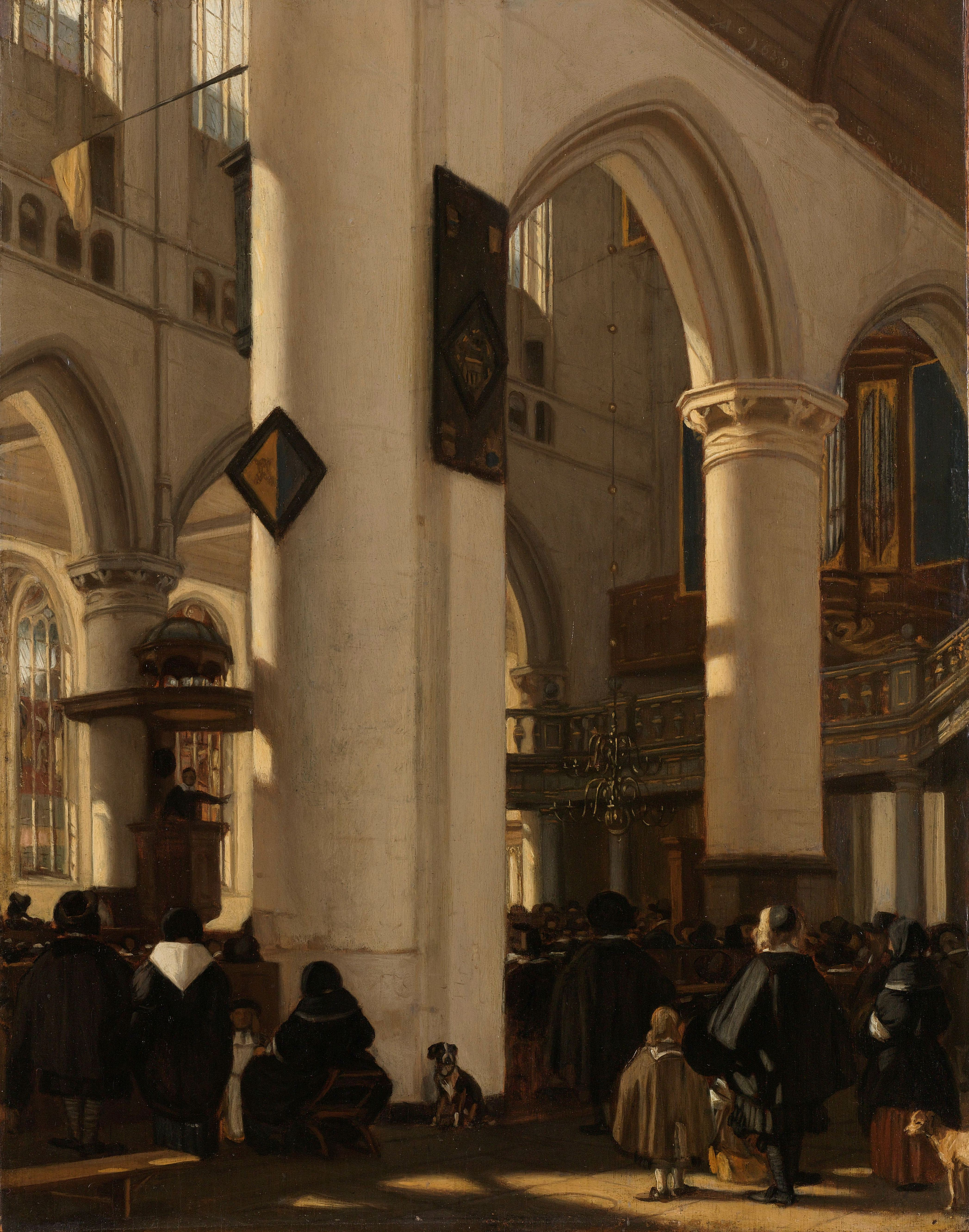
Interior de Igreja, c. 1680

Emanuel de Witte (1617-1692) foi um pintor holandês de perspectiva. Em contraste com Pieter Jansz Saenredam, que enfatizava a precisão arquitetônica, De Witte estava mais preocupado com a atmosfera de seus interiores. Embora em número reduzido, De Witte também produziu pinturas de gênero.
De Witte nasceu em Alkmaar e aprendeu geometria com seu pai, um professor. Ingressou na Guilda de São Lucas local em 1636. Após uma estadia em Roterdã, mudou-se para Delft e estudou com Evert van Aelst. Em 1651, de Witte estabeleceu-se em Amsterdã, onde sua primeira esposa, Geerje Arents, faleceu em 1655. Ele então se casou com uma órfã de 23 anos, Lysbeth van der Plas, que exerceu uma má influência sobre a filha adolescente de Witte . Em dezembro de 1659, ambas foram presas por roubo a um vizinho. Lysbeth, grávida, teve que deixar a cidade por um período de seis anos; ela viveu fora dos muros da cidade e morreu em 1663.
Após a prisão de sua esposa e filha, De Witte foi forçado a se comprometer com o tabelião e negociante de arte de Amsterdã Joris de Wijs, entregando todo o seu trabalho em troca de hospedagem, alimentação e 800 florins anuais. De Witte quebrou o contrato, foi processado pelo negociante e, como resultado, foi forçado a se comprometer ainda mais . Registros falam de seu hábito de jogar e de uma briga com Gerard de Lairesse. Por volta de 1688, ele se mudou para a casa de Hendrick van Streeck, em troca de seu treinamento como pintor de interiores de igrejas. De acordo com Arnold Houbraken, após uma discussão sobre o aluguel, de Witte se enforcou em uma ponte do canal em Amsterdã em 1692. A corda se rompeu e de Witte se afogou. Como o canal congelou naquela noite, seu cadáver só foi encontrado onze semanas depois .
Inicialmente, De Witte pintava retratos, bem como cenas mitológicas e religiosas. Após sua mudança de Delft para Amsterdã em 1651, De Witte se especializou cada vez mais na representação de interiores de igrejas.